# Bulbophyllum magnibracteatum
Bulbophyllum magnibracteatum är en orkidéart som beskrevs av Victor Samuel Summerhayes. Bulbophyllum magnibracteatum ingår i släktet Bulbophyllum och familjen orkidéer. Inga underarter finns listade i Catalogue of Life.